# Melford Nicholas

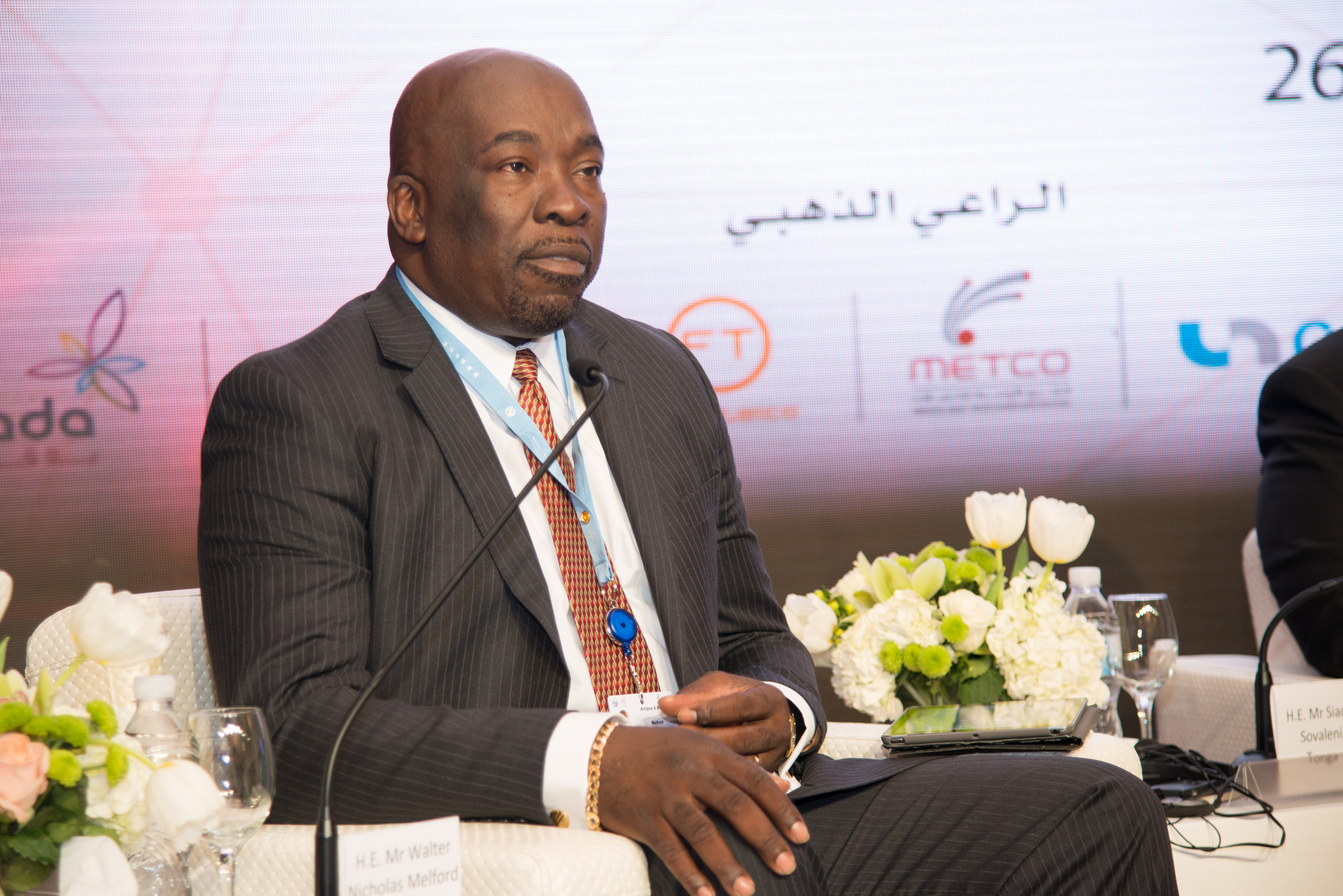
Melford Nicholas (2016)

Melford Walter Fitzgerald Nicholas (* im 20. Jahrhundert in St. Johnston) ist ein aus Antigua und Barbuda stammender Politiker der Antigua Labour Party. Er gehört seit 2014 dem Repräsentantenhaus an.

## Leben
Nicholas wuchs in St. Johnston auf. Er arbeitete über 23 Jahre für die Antigua Public Utilities Authority. Politisch trat er als Vorsitzender der Organisation for National Development, einer Partei, die sich 2003 als Abspaltung von der United Progressive Party gebildet hatte und nach den Unterhauswahlen 2009 mit der Antigua Labour Pary fusionierte, in Erscheinung. Nicholas selbst trat bei den Unterhauswahlen 2009 im Wahlkreis St. John's Rural East an, belegte aber hinter Lester Bird und Leon Errol Cort nur den dritten Platz. Bei den Unterhauswahlen 2014 konnte er sich im Wahlkreis St. John's City East deutlich gegen den Amtsinhaber Harold Lovell durchsetzen.